# 熊谷富夫
熊谷 富夫（くまがい とみお、1936年 - 2014年6月22日）は、NHK大阪放送局演芸番組プロデューサー。大阪府枚方市出身。
実子は同じ「上方演芸会」を手がける熊谷岳志。

## 人物
大阪府立住吉高等学校、関西学院大学経済学部卒。日本放送協会（NHK）入局後は、主に演芸番組、特に上方演芸の番組制作に携わり、「浪速→上方演芸会」、「お父さんはお人好し」「東西浪曲大会・浪曲特選」などの番組ディレクター・プロデューサーとして活躍した。晩期はNHK大阪の関連法人であるNHKきんきメディアプラン（現・NHKプラネット近畿支社）に移る。
その他日本笑い学会副会長、大阪21世紀協会「大阪文化祭」審査委員、文化庁芸術祭審査委員などを歴任。